# Joshua Henry

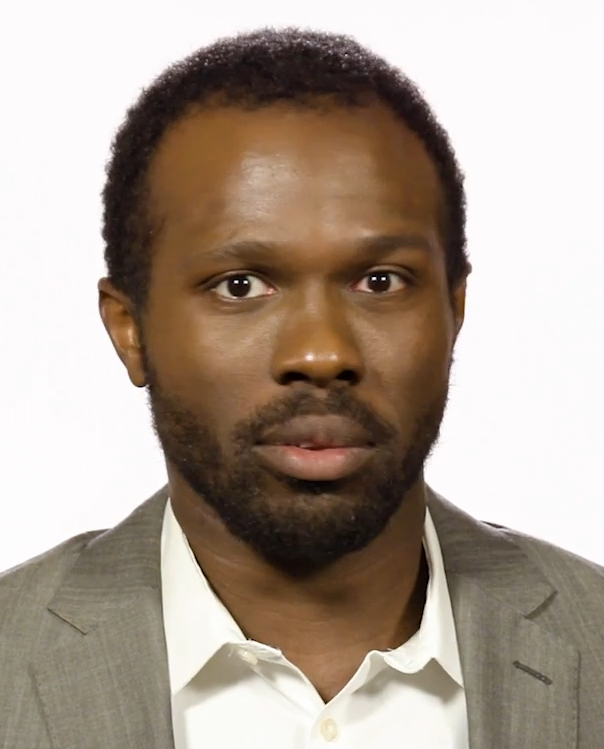
Joshua Henry (2018)

Joshua Anthony Charlton Henry (* 2. September 1984 in Winnipeg) ist ein kanadisch-US-amerikanischer Musicaldarsteller, Filmschauspieler, Musikproduzent und Sänger. Für seine Rollen in den Musicals The Scottsboro Boys, Violet und Carousel erhielt Henry jeweils Nominierungen bei den Tony Awards.

## Leben
Joshua Henry wurde 1984 im kanadischen Winnipeg geboren. Sein Vater Zadoc Henry war Lehrer an der Calvary Christian Academy. Als er drei Jahre alt war, zog seine Familie nach Miami. Er besuchte die Frost School of Music an der University of Miami und machte dort 2006 seinen Abschluss.
Henry ist vor allem für seine Darstellung von Haywood Patterson in dem Musical The Scottsboro Boys aus dem Jahr 2010 bekannt, für die er eine Nominierung für den Tony Award erhielt. Auch für seine Rolle in Violet und für die Darstellung von Billy Bigelow in dem Broadway-Revival von Carousel erhielt er Nominierungen für den Tony Award. Bei der ersten US-Tournee von Hamilton spielte er in der Hauptrolle Aaron Burr.
Neben seinen Engagements auf der Bühne spielte Henry auch in einer Reihe von Filmen. Im Jahr 2008 war er in Michael Patrick Kings Filmkomödie Sex and the City – Der Film in einer Nebenrolle zu sehen. In dem Actionfilm Renegades – Mission of Honor von Steven Quale war er an der Seite von Sullivan Stapleton und Charlie Bewley in der Rolle des Navy SEALs Ben Moran zu sehen. In dem Musicalfilm Tick, Tick… Boom! von Lin-Manuel Miranda, der im November 2021 in die US-Kinos kam, verkörperte er den Musicaldarsteller Roger Bart.
Henry war auch als Produzent des im August 2012 veröffentlichten Comeback-Albums Life Is People  des britischen Sängers und Songwriters Bill Fay tätig. Henry kannte Fays Frühwerk aus der Sammlung seines Vaters und konnte den betagten Musiker nach mehr als 30 Jahren wieder zu Studioaufnahmen überreden.

## Musical- und Theaterrollen
- 2009: American Idiot
- 2010: The Scottsboro Boys (Rolle Haywood Patterson)
- 2017: Hamilton (Rolle Aaron Burr)
- 2018: Carousel (Rolle Billy Bigelow)

## Filmografie
- 2008: Sex and the City – Der Film (Sex and the City: The Movie)
- 2014: Winter’s Tale
- 2017: Renegades – Mission of Honor (Renegades)
- 2019–2021: See: Reich der Blinden (See, Fernsehserie, 4 Folgen)
- 2020: Virtue
- 2021: Tick, Tick… Boom!

## Auszeichnungen
Black Reel Award
- 2022: Nominierung als Bester Nachwuchsdarsteller (Tick, Tick… Boom!)

Grammy
- 2019: Nominierung für das Beste Musical Theater Album (Carousel)

Tony Award
- 2011: Nominierung als Bester Hauptdarsteller in The Scottsboro Boys
- 2014: Nominierung als Bester Nebendarsteller in Violet
- 2018: Nominierung als Bester Hauptdarsteller in Carousel